# Real Love (canção de The Beatles)
Real Love é uma canção escrita por John Lennon e gravada com overdubs pelos membros remanescentes da banda Beatles em 1995. Foi lançada como parte do projeto The Beatles Anthology.
Lennon fez seis takes da canção entre 1979 e 1980 com "Real Life", uma canção diferente que se fundiu com "Real Love". A canção foi ignorada até 1988, quando o sexto take foi usado na trilha sonora do documentário Imagine: John Lennon.
"Real Love" foi posteriormente retrabalhada pelos três ex-membros dos Beatles (Paul McCartney, George Harrison e Ringo Starr) no início de 1995, uma abordagem também usada para outra faixa incompleta de Lennon, "Free as a Bird". "Real Love" foi lançada como single dos Beatles em 1996 no Reino Unido, Estados Unidos e muitos outros países; foi a faixa de abertura do álbum Anthology 2 da banda. É a última canção nova e creditada aos Beatles a se originar e ser incluída em um álbum. Até o momento, é o último single do grupo a se tornar um hit no Top 40 nos EUA.
A canção alcançou o número 4 e o número 11, respectivamente nas UK e US Singles Charts, e ganhou um disco de ouro mais rapidamente do que alguns dos outros singles do grupo. A canção não foi incluída na playlist da BBC Radio 1, provocando críticas de fãs e membros britânicos do parlamento. Após o lançamento de "Free as a Bird" e "Real Love", Starr comentou: "Gravar as novas canções não parecia nada artificial, era muito natural e muito divertido, mas às vezes emocional também. Mas, na verdade, é o fim da linha. Não há nada mais que possamos fazer com os Beatles."

## Antecedentes
De acordo com autor da biografia dos Beatles, John T. Marck, "Real Love" originou-se como parte de uma peça de teatro inacabada que Lennon estava trabalhando na época, intitulada The Ballad of John and Yoko. A canção foi gravada pela primeira vez em 1977 com um gravador de mão em um piano em sua casa.
Eventualmente, o trabalho evoluiu sob o título "Real Life", uma canção que Lennon gravaria pelo menos seis vezes em 1979 e 1980, e depois abandonaria. A canção acabou sendo combinada com elementos de outra demo de Lennon, "Baby Make Love to You". Em junho de 1978, Lennon e sua esposa Yoko Ono disseram à imprensa que estavam trabalhando em um musical, The Ballad of John and Yoko, que havia sido planejado no ano anterior. Canções propostas para serem incluídas até esse ponto "Real Love" e "Every Man Has a Woman Who Love Him".
Em versões posteriores, Lennon alterou partes da canção; por exemplo,  "no need to be alone / it's real love / yes, it's real love" (não há necessidade de estar sozinho / é amor verdadeiro / sim, é amor verdadeiro) se tornou "why must it be alone / it's real / well it's real life." ("por que deve ser só / é real / bem é a vida real"). Alguns takes incluem um violão, enquanto o lançamento dos Beatles apresenta Lennon no piano, com vocais rudimentares de trilha dupla, e um pandeiro. A versão lançada em 1996 refletiu mais de perto a estrutura lírica das primeiras versões demos da canção.
Lennon parece ter considerado a gravação de "Real Love" para o seu álbum com Ono em 1980, Double Fantasy. Um rascunho manuscrito da ordem de execução do álbum coloca-o como a possível canção de abertura no lado dois. A canção permaneceu em grande parte esquecida até 1988, quando o take 6 de "Real Love" apareceu no álbum Imagine: John Lennon. A canção também foi lançada no álbum Acoustic em 2004. A demo com apenas Lennon no piano foi lançada em 1998 no John Lennon Anthology e depois no Working Class Hero: The Definitive Lennon.

## Reunindo os Beatles
Antes do projeto Anthology, o mais próximo que os Beatles tinham chegado para se reunir (embora todos os quatro membros ainda estivessem vivos) foi para o álbum de Starr, Ringo em 1973, quando Lennon, Harrison e Starr colaboraram em "I'm the Greatest". No início dos anos 90, a ideia de refazer algumas das antigas canções de Lennon foi inspirada pelo ex-roadie dos Beatles Neil Aspinall e Harrison, que solicitaram primeiro algumas demos de Ono. Em janeiro de 1994, McCartney foi para a cidade de Nova York para a introdução de Lennon no Hall da Fama do Rock and Roll. Enquanto esteve lá, ele recebeu pelo menos quatro canções de Ono. Segundo Aspinall, foram "duas cassetes" que "poderiam ter cinco ou seis faixas". Ono disse sobre ocasião: "Estava tudo resolvido antes disso, eu apenas usei aquela ocasião para entregar as fitas pessoalmente para Paul. Eu não acabei com os Beatles, mas eu estava lá na hora, sabe? Agora eu estou em uma posição onde eu poderia trazê-los de volta juntos e eu não gostaria de impedir isso."
Em uma entrevista, McCartney comentou:
| “ | Yoko disse "Eu tenho algumas faixas que vou tocar para você, você pode estar interessado". Eu nunca os tinha ouvido antes, mas ela explicou que eles são bem conhecidos dos fãs de Lennon como bootlegs. Eu disse a Yoko: "Não imponha muitas condições a nós, é realmente difícil fazer isso, espiritualmente. Nós não sabemos, podemos nos odiar depois de duas horas no estúdio e simplesmente sair. Então, Não coloque quaisquer condições, é difícil o suficiente. Se não der certo, você pode vetá-lo. " Quando eu disse a George e Ringo que eu havia concordado com isso, eles estavam dizendo: "O que? E se nós amarmos isso?" Não chegou a isso, felizmente. | ” |

McCartney, Harrison e Starr então focaram sua atenção em quatro canções: "Free as a Bird", "Real Love", "Grow Old With Me" e "Now and Then". Destas, eles gostaram mais de "Free as a Bird" e trabalharam duro nela. Eventualmente, a canção foi lançada como o primeiro single dos Beatles desde 1970. Os Beatles remanescentes, então, voltaram sua atenção para "Real Love", que, segundo o co-produtor Jeff Lynne, pelo menos "teve um conjunto completo de palavras".

## Trabalhando em estúdio
Com George Martin se recusando a produzir a nova gravação, os Beatles trouxeram Jeff Lynne da Electric Light Orchestra, que trabalhou extensivamente com Harrison, inclusive como parte do grupo Traveling Wilburys, e já havia co-produzido "Free as a Bird". O primeiro problema que a equipe teve que enfrentar foi a baixa qualidade da demo, já que Lennon a gravou em um gravador de mão. Lynne lembrou:
| “ | Nós experimentamos um novo sistema de redução de ruído, e realmente funcionou. O problema que tive com "Real Love" foi que não havia só um ciclo e sim 60 ciclos, como também havia uma quantidade terrível de assobios, porque havia sido gravado em um baixo nível. Eu não sei por quantas gerações de cópias essa fita passou, mas soou como pelo menos um par. Então eu tive que me livrar do assobio e do zumbido da rede, e depois houve cliques durante todo o tempo ... Nós passávamos um dia nisso, depois ouvíamos e ainda achamos muitas coisas erradas ... não teve nenhum efeito na voz de John, porque nós estávamos apenas lidando com o ar que o rodeava, entre frases. Isso levou cerca de uma semana para ser limpo antes mesmo de ser utilizável e transferível para uma Master DAT. Colocar a música nova foi a parte fácil! | ” |

Embora "Real Love" fosse mais completo do que "Free as a Bird", que exigiu a adição de algumas letras de McCartney, a canção também sofreu problemas com o timing de Lennon. Lynne lembrou que "foi preciso muito trabalho para conseguir tudo a tempo para que os outros pudessem gravar com ele." Lynne enfatizou que os três Beatles restantes estavam ansiosos para garantir que a canção soasse muito "Beatles-y": "O que nós estávamos tentando fazer era criar um disco que fosse atemporal, então evitamos usar equipamentos de última geração. Não queríamos torná-lo elegante".
Tal como acontece com "Free as a Bird", os Beatles trabalharam no estúdio de McCartney em Sussex, com a intenção de produzir outro single. Foram adicionados a demo sons de um contrabaixo (originalmente de propriedade do baixista de Elvis Presley, Bill Black), um baixo Fender Jazz, um par de guitarras Fender Stratocaster, uma das quais foi usada uma pintura "Rocky" de modo psicodélico de Harrison (como visto no vídeo "I Am The Walrus"), bem como uma bateria Ludwig. Além de seus instrumentos regulares, um Cravo Baldwin Combo (interpretado por Lennon na canção dos Beatles "Because") e um harmônio (que apareceu no single "We Can Work It Out", de 1965, também foram usados). Durante o processo de gravação, foi decidido acelerar a fita, aumentando assim a chave de Ré menor para Mi bemol menor.
Como engenheiro de som, os Beatles optaram por Geoff Emerick, que não só trabalhou com eles em grande parte na década de 1960, mas muitas vezes é creditado com muitas das invenções de áudio dos Beatles. O engenheiro assistente era Jon Jacobs, que trabalhou com McCartney e Emerick desde o final dos anos 70. A atitude no estúdio foi muito relaxada, de acordo com Lynne: "Paul e George cantariam nos backing vocals - e de repente os Beatles voltaram! ... Eu estaria esperando para gravar e normalmente eu diria OK, vamos dar uma olhada', mas eu estava muito ocupado rindo e sorrindo para tudo o que eles estavam falando. " Starr disse que a despreocupação era a chave para garantir que ele, Harrison e McCartney pudessem se concentrar na tarefa: "Nós apenas fingimos que John tinha saído de férias ou tomando chá e nos deixado a fita para usarmos. Essa era a única maneira poderia lidar com isso, e superar o obstáculo, porque [foi] muito emocional."

## Vídeo Clipe
O vídeo do single apresenta imagens das três gravações remanescentes dos Beatles em Sussex, misturadas com fotos dos Beatles feitas durante sua carreira. Geoff Wonfor, que dirigiu o documentário Anthology, filmou a gravação dos Beatles no estúdio com uma filmadora de mão, já que eles não queriam saber da gravação da câmera. Kevin Godley, que co-dirigiu o videoclipe, disse que era para ser uma coisa "Fly On The Wall"
Duas versões diferentes do vídeo foram feitas. A primeira versão foi ao ar durante a segunda parte da mini-série The Beatles Anthology na ABC, no final do episódio. A segunda versão é a mais comum das duas e aparece no DVD Anthology. A diferença mais notável entre os dois está no modo como os vídeos começam: o primeiro é apresentado por um morango - possivelmente uma referência a "Strawberry Fields Forever", embora também seja um aceno para "Strawberry Studios" de Godley - enquanto o segundo abre com um piano (o acorde de piano no começo).

## Lançamento
Embora "Real Love" tenha sido lançada como single no Reino Unido e nos Estados Unidos em 4 de março de 1996, a primeira vez que a canção foi ao ar foi em 22 de novembro de 1995, quando a American Broadcasting Company (ABC) transmitiu o segundo episódio do documentário The Beatles Anthology. O single estreou nas paradas britânicas em 16 de março de 1996 na 4 posição, vendendo 50.000 cópias em sua primeira semana. O desempenho do single no gráfico foi posteriormente prejudicado pela exclusão de "Real Love" da playlist da BBC Radio 1. O jornal Reuters, que descreveu a Radio 1 como "a maior estação de canção pop da Grã-Bretanha", informou que a estação declarou: "Não é o que nossos ouvintes querem ouvir ... Somos uma estação de canção contemporânea".
O porta-voz dos Beatles, Geoff Baker, respondeu dizendo que a resposta da banda era "Indignação. Choque e surpresa. Realizamos pesquisas depois que o Anthology foi lançado e isso revelou que 41% dos compradores eram adolescentes." o que ocorreu no lançamento de "Free as a Bird" no ano anterior, quando a Radio 1 se tornou a primeira estação a tocar a canção em estações de rádio britânicas. A exclusão de "Real Love" provocou uma reação feroz dos fãs também, e provocou comentários de dois membros do parlamento. O parlamentar conservador Harry Greenway chamou a censura de ação e forçou a estação a reverter o que ele chamou de proibição.
McCartney escreveu um artigo de 800 palavras para o jornal britânico The Daily Mirror sobre a suposta proibição, na qual ele afirmou: "os Beatles não precisam que nosso novo single, 'Real Love', seja um sucesso. Não é como se nossas carreiras dependesse disso... É muito reconfortante saber que, enquanto os reis do jardim de infância da Radio 1 podem pensar que os Beatles são velhos demais para sair para tocar, muitas bandas britânicas mais jovens parecem não compartilhar essa visão. lendo como bandas como o Oasis estão abertamente creditando os Beatles como inspiração, e estou satisfeito por poder ouvir os Beatles em muitas das canções de hoje. " A carta foi publicada em 9 de março, um dia depois de a Radio 1 ter anunciado a "proibição".
O controlador da estação, Matthew Bannister, negou que a falha em incluir "Real Love" fosse uma proibição, dizendo que significava apenas que a canção não havia sido incluída na playlist das 60 canções mais apresentadas regularmente durante a semana. A estação também rebateu dedicando uma "Hora de Ouro" à canção do grupo, bem como canções de bandas influenciadas pelos Beatles. Esta "Hora de Ouro" foi concluída com um toque de "Real Love".
"Real Love" caiu das paradas britânicas em sete semanas, nunca ultrapassando sua posição inicial de número 4. Nos EUA, o single entrou nas paradas em 30 de março e chegou ao número 11. Depois de quatro meses, 500 mil cópias foram vendidas nos EUA. A coletânea dos Beatles, Anthology 2, que incluiu a canção, acabou ficando no topo das paradas de álbuns britânicos e americanos.
As versões solo de John Lennon aparecem em várias compilações de Lennon, no filme Imagine: John Lennon, e também em uma campanha publicitária de 2007 para J. C. Penney. Em 6 de novembro de 2015, a Apple Records lançou uma nova versão de luxo do 1 álbum em diferentes edições e variações (conhecidas como 1+). A maioria das faixas de 1 foram remixadas dos masters de várias faixas originais de Giles Martin. Martin e Jeff Lynne também remixaram "Real Love" para os lançamentos em DVD e Blu-ray. O remix de "Real Love" limpa ainda mais o vocal de Lennon, e reintegra vários elementos deletados originalmente gravados em 1995, como frases de guitarra e bateria, além de tornar o cravo e o harmônio mais proeminentes na mixagem.

## Letras e melodia
As letras da canção foram interpretadas por um revisor para transmitir a mensagem de que "o amor é a resposta à solidão" e "essa conexão é o antídoto para a irrealidade".
A canção foi acelerada em 12% pela demo, aparentemente para "afetar o ... ritmo acelerado", como especulou Alan W. Pollack. A canção é quase completamente pentatônica, compreendendo principalmente as notas E, F♯, G♯, B e C♯. O refrão é mais alto que o verso; enquanto o verso cobre uma oitava completa, o refrão, em seu pico, é um quinto maior
A introdução instrumental tem quatro compassos, e o verso e refrão são oito compassos. A introdução ocorre em paralelo Mi menor,  com o principal impulso da canção emMi maior. Existem várias outras ocasiões em que Lennon se move para um acorde do menor paralelo, por ex. no refrão, onde a progressão se move de um grande acorde tônico (I) para um menor subdominante (iv) acorde. A mudança para uma harmonia menor acontece com as palavras "alone" e "afraid". Essa combinação de letra e harmonia no mesmo ponto é um dispositivo comum dos Beatles, e ajuda a dar à canção um sentimento melancólico. O outro compreende em grande parte a última metade do refrão repetida sete vezes, desaparecendo lentamente.

## Ficha Técnica
Sexto Take
- John Lennon - Vocais, Violão

Versão dos Beatles
- John Lennon - Vocal principal, piano
- Paul McCartney - Vocais de apoio, violão, piano, baixo elétrico, contrabaixo acústico, harmônio, cravo
- George Harrison - Vocais de apoio, guitarra, violão
- Ringo Starr  - Vocais de apoio, bateria, percussão
- Jeff Lynne - Vocais de apoio, guitarra